# Burn In The Spotlight Tour
Es la primera gira de conciertos de la cantante canadiense Nelly Furtado durante el 2001, como promoción de su álbum debut Whoa, Nelly!. La gira comenzó en Victoria y terminó en Toronto.

## Set list
1. "Intro/Baby Girl"
2. "I Will Make U Cry"
3. "Party"
4. "Get Ur Freak On"
5. "Well, Well"
6. "Hey, Man!"
7. "I'm Like a Bird"
8. "My Love Grows Deeper Part 1"
9. "Legend"
10. "Scared of You/Onde Estás"
11. "Asha Mix"
12. "I Feel You"
13. "Trynna Finda Way"
14. "Turn Off the Light"
15. "Shit on the Radio (Remember the Days)"

## Fechas del tour
| Fecha                 | Ciudad         | País           | Lugar                   |
| --------------------- | -------------- | -------------- | ----------------------- |
| 28 de enero de 2001   | Victoria       | Canadá         | Victoria Memorial Arena |
| 29 de enero de 2001   | Vancouver      | Canadá         | General Motors Place    |
| 30 de enero de 2001   | Seattle        | Estados Unidos | Paramount Theater       |
| 31 de enero de 2001   | Portland       | Estados Unidos | Roseland Theater        |
| 2 de febrero de 2001  | Calgary        | Canadá         | MacEwan Hall Ballroom   |
| 3 de febrero de 2001  | Calgary        | Canadá         | MacEwan Hall Ballroom   |
| 5 de febrero de 2001  | Denver         | Estados Unidos | Fillmore Auditorium     |
| 7 de febrero de 2001  | Phoenix        | Estados Unidos | Web Theater             |
| 8 de febrero de 2001  | Las Vegas      | Estados Unidos | Hard Rock Hotel         |
| 9 de febrero de 2001  | San Diego      | Estados Unidos | Spreckels Theater       |
| 11 de febrero de 2001 | Los Ángeles    | Estados Unidos | Wiltern Theater         |
| 12 de febrero de 2001 | Los Ángeles    | Estados Unidos | Wiltern Theater         |
| 14 de febrero de 2001 | San Francisco  | Estados Unidos | The Warfield            |
| 15 de febrero de 2001 | San Francisco  | Estados Unidos | The Warfield            |
| 1 de marzo de 2001    | Boston         | Estados Unidos | Avalon                  |
| 2 de marzo de 2001    | Portland       | Estados Unidos | State Theater           |
| 4 de marzo de 2001    | Nueva York     | Estados Unidos | Hammerstein Ballroom    |
| 6 de marzo de 2001    | Filadelfia     | Estados Unidos | Electric Factory        |
| 8 de marzo de 2001    | Washington     | Estados Unidos | 9: 30 Club              |
| 9 de marzo de 2001    | Washington     | Estados Unidos | 9: 30 Club              |
| 10 de marzo de 2001   | Norfolk        | Estados Unidos | The NorVa               |
| 12 de marzo de 2001   | Raleigh        | Estados Unidos | The Ritz                |
| 13 de marzo de 2001   | Charlotte      | Estados Unidos | Grady Cole Center       |
| 15 de marzo de 2001   | Atlanta        | Estados Unidos | The Tabernacle          |
| 16 de marzo de 2001   | Orlando        | Estados Unidos | Hard Rock Live          |
| 17 de marzo de 2001   | Miami Beach    | Estados Unidos | Level                   |
| 19 de marzo de 2001   | St. Petersburg | Estados Unidos | Jannus Landing          |
| 20 de marzo de 2001   | Birmingham     | Estados Unidos | Five Points Music Hall  |
| 22 de marzo de 2001   | Nashville      | Estados Unidos | Ryman Auditorium        |
| 23 de marzo de 2001   | Memphis        | Estados Unidos | Omni New Daisy          |
| 24 de marzo de 2001   | New Orleans    | Estados Unidos | House of Blues          |
| 26 de marzo de 2001   | Houston        | Estados Unidos | Aerial Theater          |
| 27 de marzo de 2001   | Austin         | Estados Unidos | Austin Music Hall       |
| 28 de marzo de 2001   | Dallas         | Estados Unidos | Bronco Bowl             |
| 30 de marzo de 2001   | St. Louis      | Estados Unidos | The Pageant             |
| 31 de marzo de 2001   | Kansas City    | Estados Unidos | Uptown Theater          |
| 1 de abril de 2001    | St. Paul       | Estados Unidos | Roy Wilkins Auditorium  |
| 3 de abril de 2001    | Milwaukee      | Estados Unidos | The Rave                |
| 4 de abril de 2001    | Chicago        | Estados Unidos | Riviera Theater         |
| 5 de abril de 2001    | Detroit        | Estados Unidos | State Theater           |
| 7 de abril de 2001    | Indianápolis   | Estados Unidos | Murat Egyptian Room     |
| 8 de abril de 2001    | Cleveland City | Estados Unidos | Agora Theater           |
| 10 de abril de 2001   | Montreal       | Canadá         | Metropolis              |
| 12 de abril de 2001   | Halifax        | Canadá         | Metro Center            |
| 18 de abril de 2001   | Toronto        | Canadá         | Massey Hall             |

- Datos: Q3298141